# III. Reginár hainaut-i gróf
Reginár (a korabeli forrásokban "Reinherus comes" v. "Regenarius comes") (920 – 973) középkori nemesúr, a németalföldi Hainaut grófja III. Reginár néven.

## Élete
Apja II. Reginár hainaut-i gróf, anyja neve nem ismert. 920-ban született, az "Annales Hanoniæ" származására nézve megadja, hogy "Raginerus [filius Ragineri dicti Longi-colli]" fia volt. Apja halála után örökölte az Hainaut grófja címet, de nem ismert, hogy ténylegesen mikor vette át a grófságot, ez kb. 940 körül történhetett. Ottó 949. június 1-jén kelt oklevelében mint grófot említi ("Cuonradus dux, Herimannus dux, Hezzo comes, Godefridus comes, Rudolfus comes, Reginherus comes").
Öccsével, Rudolffal együtt részt vett nagybátyjuk, Giselbert lotaringiai herceg felkelésében, de utóbbi a csatában elesett, és a két testvér behódolt I. Ottó német-római császárnak. Reginár ekkor IV. Tengerentúli Lajos francia királlyal szövetkezett. Ottó erre válaszul I. Hermann sváb herceget küldte a lázadók leverésére, amit 944-ben el is ért. Ottó egyik rokonát, Konrádot nevezte ki Lotaringia hercegévé, amivel Reginár befolyását próbálta csökkenteni. Konrád azonban fellázadt a császár ellen és Reginár kénytelen volt Ottót támogatni.
A kialakuló politikai zűrzavarban Reginár igyekezett mind több területet megszerezni magának: 956-ban elfoglalta Brüsszel városát, és a környező területeket, amelyek Gerberga francia királyné hozományába tartoztak, mikor hozzáment első férjéhez, Reginár nagybátyjához, Giselbert lotaringiai herceghez. Válaszul Lothár francia király – Gerberga és IV. Lajos nyugati frank király fia – Brúnó kölni érsekkel együtt megszállta Reginár grófságát, ostrom alá vették és elfoglalták a gróf erődítményét Chier-nél és foglyul ejtették családjával együtt. Reginár csak akkor nyerte vissza szabadságát, amikor lemondott az általa elfoglalt területekről. A "Gesta Episcoporum Cameracensium" feljegyezte, hogy 958-ban Reginárt Bohémiába száműzte Brúnó kölni érsek, de később II. Ottó német-római császár visszahelyezte korábbi birtokaiba.

## Családja és leszármazottai
Felesége Adela von Dachsburg, III. Hugo dachsburgi gróf és Hildegarde lánya. Reginárnak és Adelanak két gyermeke ismert:
- Reginár (947 után – 1013), apja halála után IV. Reginár néven örökölte a grófi címet.
- Lambert (950 – 1015. szeptember 12.) Az "Annales Hanoniæ" nevezi meg "Lambertus…comes Lovaniensis"-t, mint "Rignerii comitis Montensis" fiát. A leuveni grófi címet szerezte meg magának, 1015-ben Florennes közelében csatában esett el.